# Actina compta
Actina compta är en tvåvingeart som först beskrevs av Günther Enderlein 1921.  Actina compta ingår i släktet Actina och familjen vapenflugor. Inga underarter finns listade i Catalogue of Life.